# ミヤマオダマキ
ミヤマオダマキ（深山苧環、学名：Aquilegia flabellata var. pumila）は、キンポウゲ科オダマキ属の多年草。北海道～中部地方以北、南千島から朝鮮北部、樺太に分布する高山植物である。園芸品種として改良されたものが山野草として栽培されるが、高山性のものとしては栽培しやすい方である。

## 形態
根は太くてまっすぐに下に伸びる。葉は根出状に数枚出る。それぞれ2回3出複葉で、1回目の葉柄ははっきり出るが、2回目はごく短く、小葉は互いに集まる。小葉は扇形、薄くて淡緑色、表面は粉を吹いたようになる。
茎は高さ10-25 cmほど、花期は6-8月で先端に数輪の花をうつむき加減につける。花は青紫色、萼片は広卵形で傘状に開き、花弁は円筒形にまとまって付き、先端はやや白っぽく、基部からは萼の間を抜けて距がのびる。
果実は袋果で、5本の先のとがった筒を束ねたような姿で上を向く。
秋田県・宮城県・群馬県・石川県でレッドリストの絶滅危惧種（絶滅危惧I類）と岩手県で絶滅危惧II類に指定されている。基準標本は、礼文島と利尻島のもの。田中澄江が『新・花の百名山』の著書で早池峰山を代表する花の一つとして紹介した。礼文島では民家の近くでも自生している。

## 和名由来
和名の由来は、苧環（おだまき）という紡いだカラムシ（苧）や麻糸を丸く巻く道具が花の形に似ていて、深山に咲くことから付けられた。

## 分類

### 下位分類
種小名の flabellata は「扇状の」意味。変種名の pumila は、「小さい」の意味。
- キバナミヤマオダマキ（黄花深山苧環　A. flabellata var. pumila f. flavida ） - 稀に黄色の花を咲かせるもの。
- タマザキミヤマオダマキ（玉咲深山苧環  A. flabellata var. pumila f. globularis ） - 八重咲きもの。
- リシリオダマキ（利尻苧環　A. flabellata var. pumila f.konoi ） - 利尻島の花弁に距がないもの。

### 近縁種
- ヤマオダマキ（山苧環　A. buergeriana ） - 日本在来の近縁種。
- キバナノヤマオダマキ（黄花の山苧環　A. buergeriana var. buergeriana f. flavescens ） - ヤマオダマキの黄色一色の花を咲かせるもの。

## 関連画像
| 花の構造 | 葉（北岳・2007年8月） | 北岳に自生（2007年8月） | 礼文島に自生 |